# Рекена (Перу)
Рекена (исп. Requena) – город в Перу в провинции Рекена региона Лорето. Административный центр одноименной провинции .
Расположен на северо-востоке Перу на высоте 114 м над уровнем моря в низменности Амазонки на правом берегу реки Рио-Тапиче, недалеко от места её слияния с рекой Укаяли. 
Находится северо-восточнее г.Юримагуас и южнее Икитоса.
В городе имеется важный внутренний порт.

## Население
В 2022 году население города составляло 28 348 человек.

## История
Основан в 1907 году. Назван в честь Франсиско Рекена-и-Эррера , испанского военного инженера, участвовавшего в демаркации испано-португальской границы в бассейне Амазонки в XVIII веке.
До середины XX века это был  один из самых важных городов в перуанских джунглях, где располагались престижные школы и академии.

## Климат
Климат тропический, среднегодовая температура 26 °C. Сезон дождей с декабря по март.